# Marsella (film)
Pour la ville colombienne, voir Marsella.
Pour plus de détails, voir Fiche technique et Distribution.
Marsella est un film espagnol réalisé par Belén Macías, sorti en 2014.

## Synopsis
À la suite d'un concours de circonstances, la mère biologique et la mère adoptive d'une petite fille se retrouvent ensemble pour l'emmener en voiture à Marseille.

## Fiche technique
- Titre : Marsella
- Réalisation : Belén Macías
- Scénario : Verónica Fernández, Aitor Gabilondo et Belén Macías
- Musique : Juan Pablo Compaired
- Photographie : Aitor Mantxola
- Montage : Alejandro Lázaro
- Production : Marta Esteban et Gerardo Herrero
- Société de production : Balada Triste de Trompeta, Canal+ España, Messidor Films, Neon Productions, Televisión Española et Tornasol Films
- Pays :  Espagne et  France
- Genre : aventures et drame
- Durée : 95 minutes
- Dates de sortie : 
  - Espagne : 18 juillet 2014

## Distribution
- María León : Sara
- Goya Toledo : Virginia
- Noa Fontanals : Claire
- Eduard Fernández : Jesús
- Àlex Monner : Nacho
- Óscar Zafra : Alberto
- Ruth Gabriel : Chus
- Blanca Apilánez : Susana
- Manuel Morón : Armando
- Ledicia Sola : Eva
- Rachel Lascar : Violette
- Sara Gamalero : Veronique
- Eric Bonicatto : Pierre
- Juan Blanco : Pablo
- Miko Jarry : Vincent
- Alberto López : Rafa
- Marc Van Der Plassche : Jean-Claude

## Distinctions
Le film a été nommé pour deux prix Goya